# Fußball-Asienmeisterschaft 2015/Gruppe B
| Pl. | Land          | Sp. | S | U | N | Tore    | Diff. | Punkte |
| --- | ------------- | --- | - | - | - | ------- | ----- | ------ |
| 1.  | China         | 3   | 3 | 0 | 0 | 005:200 | +3    | 09     |
| 2.  | Usbekistan    | 3   | 2 | 0 | 1 | 005:300 | +2    | 06     |
| 3.  | Saudi-Arabien | 3   | 1 | 0 | 2 | 005:500 | ±0    | 03     |
| 4.  | Nordkorea     | 3   | 0 | 0 | 3 | 002:700 | −5    | 0      |

Die Gruppe B der Fußball-Asienmeisterschaft 2015 war eine der vier Gruppen des Turniers. Die ersten beiden Spiele wurden am 10. Januar 2015 ausgetragen, der letzte Spielftag fand am 18. Januar 2015 statt. Die Gruppe bestand aus den Nationalmannschaften aus Usbekistan, Saudi-Arabien, China und Nordkorea.

## Usbekistan – Nordkorea 1:0 (0:0)
| Usbekistan                                                          | Usbekistan | Nordkorea | Nordkorea | Aufstellung                            |
| ------------------------------------------------------------------- | --- | --- | --------- | -------------------------------------- |
| Usbekistan                                                          | \| 1. Spieltag \| \| 10. Januar 2015 um 18:00 Uhr (8:00 Uhr MEZ) in Sydney (ANZ Stadium) \| \| Zuschauer: 12.078 \| \| Schiedsrichter: Nawaf Shukralla ( Bahrain) \| \| Spielbericht \| | \| 1. Spieltag \| \| 10. Januar 2015 um 18:00 Uhr (8:00 Uhr MEZ) in Sydney (ANZ Stadium) \| \| Zuschauer: 12.078 \| \| Schiedsrichter: Nawaf Shukralla ( Bahrain) \| \| Spielbericht \|                        | Nordkorea | Aufstellung Usbekistan gegen Nordkorea |
| Usbekistan                                                          | Ignatiy Nesterov – Akmal Shorakhmedov, Shavkat Mullajanov, Anzur Ismailov, Vitaliy Denisov – Timur Kapadze, Azizbek Haydarov – Sanjar Tursunov (90.+4' Jamshid Iskanderov), Odil Ahmedov (71. Sardor Rashidov), Server Jeparov – Igor Sergeev (89. Bahodir Nasimov) Cheftrainer: Mirjalol Qosimov | Ri Myong-guk – Jon Kwang-ik, Jang Song-hyok, Jang Kuk-chol, Cha Jong-hyok – Ri Yong-jik, Pak Song-chol – Ryang Yong-gi, Jong Il-gwan, So Hyon-uk (65. Om Chol-song) – Pak Kwang-ryong Cheftrainer: Jo Tong-sop | Nordkorea | Aufstellung Usbekistan gegen Nordkorea |
| Usbekistan                                                          | 1:0 Sergeev (62.) | | Nordkorea | Aufstellung Usbekistan gegen Nordkorea |
| Usbekistan                                                          | Shorakhmedov (86.) | Ri Yong-jik (79.) | Nordkorea | Aufstellung Usbekistan gegen Nordkorea |
| Usbekistan                                                          | Spieler des Spiels: Igor Sergeev (Usbekistan) | | Nordkorea | Aufstellung Usbekistan gegen Nordkorea |
| 1. Spieltag                                                         | | |           |                                        |
| 10. Januar 2015 um 18:00 Uhr (8:00 Uhr MEZ) in Sydney (ANZ Stadium) | | |           |                                        |
| Zuschauer: 12.078                                                   | | |           |                                        |
| Schiedsrichter: Nawaf Shukralla ( Bahrain)                          | | |           |                                        |
| Spielbericht                                                        | | |           |                                        |

## Saudi-Arabien – China 0:1 (0:0)
| Saudi-Arabien                                                            | Saudi-Arabien | China | China | Aufstellung                           |
| ------------------------------------------------------------------------ | --- | --- | ----- | ------------------------------------- |
| Saudi-Arabien                                                            | \| 1. Spieltag \| \| 10. Januar 2015, 19:00 Uhr (10:00 Uhr MEZ) in Brisbane (Suncorp Stadium) \| \| Zuschauer: 12.557 \| \| Schiedsrichter: Alireza Faghani ( Iran) \| \| Spielbericht \| | \| 1. Spieltag \| \| 10. Januar 2015, 19:00 Uhr (10:00 Uhr MEZ) in Brisbane (Suncorp Stadium) \| \| Zuschauer: 12.557 \| \| Schiedsrichter: Alireza Faghani ( Iran) \| \| Spielbericht \|                              | China | Aufstellung Saudi-Arabien gegen China |
| Saudi-Arabien                                                            | Waleed Abdullah – Saeed al-Mowalad (90. Yahya al-Shehri), Osama Hawsawi, Omar Hawsawi, Yasser al-Shahrani – Saud Kariri , Mustafa al-Bassas (84. Mohammad al-Sahlawi) – Salem al-Dawsari, Salman al-Faraj, Nawaf al-Abed (46. Ibrahim Ghaleb) – Naif Hazazi Cheftrainer: Cosmin Olăroiu ( Rumänien) | Wang Dalei – Mei Fang (79. Jiang Zhipeng), Ren Hang, Zhang Linpeng, Zhang Chengdong (70. Yu Hanchao) – Zheng Zhi , Wu Xi – Hao Junmin (70. Yang Xu), Wu Lei, Ji Xiang – Yu Hai Cheftrainer: Alain Perrin ( Frankreich) | China | Aufstellung Saudi-Arabien gegen China |
| Saudi-Arabien                                                            | 0:1 Yu Hai (81.) | | China | Aufstellung Saudi-Arabien gegen China |
| Saudi-Arabien                                                            | al-Faraj (35.), al-Mowalad (68.), al-Bassas (71.) | Zheng (35.), Ji (57.), Ren (61.) | China | Aufstellung Saudi-Arabien gegen China |
| Saudi-Arabien                                                            | Spieler des Spiels: Wang Dalei (China) | | China | Aufstellung Saudi-Arabien gegen China |
| 1. Spieltag                                                              | | |       |                                       |
| 10. Januar 2015, 19:00 Uhr (10:00 Uhr MEZ) in Brisbane (Suncorp Stadium) | | |       |                                       |
| Zuschauer: 12.557                                                        | | |       |                                       |
| Schiedsrichter: Alireza Faghani ( Iran)                                  | | |       |                                       |
| Spielbericht                                                             | | |       |                                       |

## Nordkorea – Saudi-Arabien 1:4 (1:1)
| Nordkorea                                                                              | Nordkorea | Saudi-Arabien | Saudi-Arabien | Aufstellung                               |
| -------------------------------------------------------------------------------------- | --- | --- | ------------- | ----------------------------------------- |
| Nordkorea                                                                              | \| 2. Spieltag \| \| 14. Januar 2015, 18:00 Uhr (8:00 Uhr MEZ) in Melbourne (Melbourne Rectangular Stadium) \| \| Zuschauer: 12.394 \| \| Schiedsrichter: Abdullah al-Hilali ( Oman) \| \| Spielbericht \|                                    | \| 2. Spieltag \| \| 14. Januar 2015, 18:00 Uhr (8:00 Uhr MEZ) in Melbourne (Melbourne Rectangular Stadium) \| \| Zuschauer: 12.394 \| \| Schiedsrichter: Abdullah al-Hilali ( Oman) \| \| Spielbericht \|                                                                                            | Saudi-Arabien | Aufstellung Nordkorea gegen Saudi-Arabien |
| Nordkorea                                                                              | Ri Myong-guk – Cha Jong-hyok (58. Ro Hak-su), Jang Kuk-chol, Jang Song-hyok, Jon Kwang-ik – Pak Song-chol (55. O Hyok-chol), Ri Yong-jik, Ryang Yong-gi (87. Choe Won) – Jong Il-gwan, Sim Hyon-jin, Pak Kwang-ryong Cheftrainer: Jo Tong-sop | Waleed Abdullah – Hassan Muath Fallatah, Osama Hawsawi, Omar Hawsawi, Abdullah al-Zori – Salem al-Dawsari, Saud Kariri (79. Ibrahim Ghaleb), Salman al-Faraj – Mohammad al-Sahlawi (74. Taisir al-Jassim), Nawaf al-Abed (82. Fahad Al-Muwallad), Naif Hazazi Cheftrainer: Cosmin Olăroiu ( Rumänien) | Saudi-Arabien | Aufstellung Nordkorea gegen Saudi-Arabien |
| Nordkorea                                                                              | 1:0 Ryang (12.) | 1:1 Hazazi (37.) 1:2 al-Sahlawi (52.) 1:3 al-Sahlawi (54.) 1:4 al-Abed (76.) | Saudi-Arabien | Aufstellung Nordkorea gegen Saudi-Arabien |
| Nordkorea                                                                              | Jong (1.), Sim (71.), Choe (90.+3') | | Saudi-Arabien | Aufstellung Nordkorea gegen Saudi-Arabien |
| Nordkorea                                                                              | Ri Yong-jik (75.) | | Saudi-Arabien | Aufstellung Nordkorea gegen Saudi-Arabien |
| Nordkorea                                                                              | Spieler des Spiels: Nawaf al-Abed (Saudi-Arabien) | | Saudi-Arabien | Aufstellung Nordkorea gegen Saudi-Arabien |
| 2. Spieltag                                                                            | | |               |                                           |
| 14. Januar 2015, 18:00 Uhr (8:00 Uhr MEZ) in Melbourne (Melbourne Rectangular Stadium) | | |               |                                           |
| Zuschauer: 12.394                                                                      | | |               |                                           |
| Schiedsrichter: Abdullah al-Hilali ( Oman)                                             | | |               |                                           |
| Spielbericht                                                                           | | |               |                                           |

## China – Usbekistan 2:1 (0:1)
| China                                                                             | China | Usbekistan | Usbekistan | Aufstellung                        |
| --------------------------------------------------------------------------------- | --- | --- | ---------- | ---------------------------------- |
| China                                                                             | \| 2. Spieltag \| \| 14. Januar 2015, 19:00 Uhr (10:00 Uhr MEZ) in Brisbane (Suncorp Stadium) \| \| Zuschauer: 13.674 \| \| Schiedsrichter: Mohammed Abdullah Hassan Mohammed ( Vereinigte Arabische Emirate) \| \| Spielbericht \| | \| 2. Spieltag \| \| 14. Januar 2015, 19:00 Uhr (10:00 Uhr MEZ) in Brisbane (Suncorp Stadium) \| \| Zuschauer: 13.674 \| \| Schiedsrichter: Mohammed Abdullah Hassan Mohammed ( Vereinigte Arabische Emirate) \| \| Spielbericht \|                                                             | Usbekistan | Aufstellung China gegen Usbekistan |
| China                                                                             | Wang Dalei – Zhang Chengdong (81. Liu Binbin), Mei Fang, Zhang Linpeng, Ren Hang, Jiang Zhipeng – Wu Lei, Wu Xi, Zheng Zhi , Yu Hai (46. Hao Junmin) – Gao Lin (66. Sun Ke) Cheftrainer: Alain Perrin ( Frankreich)                 | Ignatiy Nesterov – Akmal Shorakhmedov, Shavkat Mullajanov (46. Islom Toʻxtaxoʻjayev), Anzur Ismailov, Vitaliy Denisov – Azizbek Haydarov, Timur Kapadze – Sanjar Tursunov (71. Jasur Khasanov), Odil Ahmedov (62. Sardor Rashidov), Server Jeparov – Igor Sergeev Cheftrainer: Mirjalol Qosimov | Usbekistan | Aufstellung China gegen Usbekistan |
| China                                                                             | 1:1 Wu Xi (54.) 2:1 Sun (68.) | 0:1 Ahmedov (23.) | Usbekistan | Aufstellung China gegen Usbekistan |
| China                                                                             | Ren (35.) | Mullajanov (18.) | Usbekistan | Aufstellung China gegen Usbekistan |
| China                                                                             | Spieler des Spiels: Wu Xi (China) | | Usbekistan | Aufstellung China gegen Usbekistan |
| 2. Spieltag                                                                       | | |            |                                    |
| 14. Januar 2015, 19:00 Uhr (10:00 Uhr MEZ) in Brisbane (Suncorp Stadium)          | | |            |                                    |
| Zuschauer: 13.674                                                                 | | |            |                                    |
| Schiedsrichter: Mohammed Abdullah Hassan Mohammed ( Vereinigte Arabische Emirate) | | |            |                                    |
| Spielbericht                                                                      | | |            |                                    |

## Usbekistan – Saudi-Arabien 3:1 (1:0)
| Usbekistan                                                                              | Usbekistan | Saudi-Arabien | Saudi-Arabien | Aufstellung                                |
| --------------------------------------------------------------------------------------- | --- | --- | ------------- | ------------------------------------------ |
| Usbekistan                                                                              | \| 3. Spieltag \| \| 18. Januar 2015, 20:00 Uhr (10:00 Uhr MEZ) in Melbourne (Melbourne Rectangular Stadium) \| \| Zuschauer: 10.871 \| \| Schiedsrichter: Ben Williams ( Australien) \| \| Spielbericht \|                                                                                              | \| 3. Spieltag \| \| 18. Januar 2015, 20:00 Uhr (10:00 Uhr MEZ) in Melbourne (Melbourne Rectangular Stadium) \| \| Zuschauer: 10.871 \| \| Schiedsrichter: Ben Williams ( Australien) \| \| Spielbericht \|                                                                                            | Saudi-Arabien | Aufstellung Usbekistan gegen Saudi-Arabien |
| Usbekistan                                                                              | Ignatiy Nesterov – Shukhrat Mukhammadiev (87. Akmal Shorakhmedov), Shavkat Mullajanov, Anzur Ismailov, Vitaliy Denisov – Azizbek Haydarov, Odil Ahmedov – Sardor Rashidov (90. Sanjar Tursunov), Jamshid Iskanderov (66. Vokhid Shodiev), Jasur Khasanov – Bahodir Nasimov Cheftrainer: Mirjalol Qosimov | Waleed Abdullah – Yasser al-Shahrani, Osama Hawsawi, Omar Hawsawi, Abdullah al-Zori – Salem al-Dawsari (84. Yahya al-Shehri), Saud Kariri (75. Taisir al-Jassim), Salman al-Faraj – Mohammad al-Sahlawi, Naif Hazazi, Nawaf al-Abed (90.+2' Fahad Al-Muwallad) Cheftrainer: Cosmin Olăroiu ( Rumänien) | Saudi-Arabien | Aufstellung Usbekistan gegen Saudi-Arabien |
| Usbekistan                                                                              | 1:0 Rashidov (2.) 2:1 Shodiev (71.) 3:1 Rashidov (79.) | 1:1 al-Sahlawi (60., Foulelfmeter) | Saudi-Arabien | Aufstellung Usbekistan gegen Saudi-Arabien |
| Usbekistan                                                                              | Mukhammadiev (53.), Ismailov (58.), Denisov (59.), Shodiev (78.), Sayfiev (79.) | al-Dawsari (62.), al-Sahlawi (68.), Os. Hawsawi (90.+3') | Saudi-Arabien | Aufstellung Usbekistan gegen Saudi-Arabien |
| Usbekistan                                                                              | Spieler des Spiels: Sardor Rashidov (Usbekistan) | | Saudi-Arabien | Aufstellung Usbekistan gegen Saudi-Arabien |
| 3. Spieltag                                                                             | | |               |                                            |
| 18. Januar 2015, 20:00 Uhr (10:00 Uhr MEZ) in Melbourne (Melbourne Rectangular Stadium) | | |               |                                            |
| Zuschauer: 10.871                                                                       | | |               |                                            |
| Schiedsrichter: Ben Williams ( Australien)                                              | | |               |                                            |
| Spielbericht                                                                            | | |               |                                            |

## China – Nordkorea 2:1 (2:0)
| China                                                                     | China | Nordkorea | Nordkorea | Aufstellung                       |
| ------------------------------------------------------------------------- | --- | --- | --------- | --------------------------------- |
| China                                                                     | \| 3. Spieltag \| \| 18. Januar 2015, 20:00 Uhr (10:00 Uhr MEZ) in Canberra (Canberra Stadium) \| \| Zuschauer: 18.457 \| \| Schiedsrichter: Abdulrahman Mohammed Abdou ( Katar) \| \| Spielbericht \|                 | \| 3. Spieltag \| \| 18. Januar 2015, 20:00 Uhr (10:00 Uhr MEZ) in Canberra (Canberra Stadium) \| \| Zuschauer: 18.457 \| \| Schiedsrichter: Abdulrahman Mohammed Abdou ( Katar) \| \| Spielbericht \|                                      | Nordkorea | Aufstellung China gegen Nordkorea |
| China                                                                     | Wang Dalei – Zhang Chengdong, Zhang Linpeng (82. Li Ang), Mei Fang, Jiang Zhipeng – Cai Huikang, Zheng Zhi (53. Yu Hanchao) – Sun Ke (70. Wu Xi), Hao Junmin, Yu Hai – Gao Lin Cheftrainer: Alain Perrin ( Frankreich) | Ri Myong-guk – Ro Hak-su, Jang Kuk-chol, Jang Song-hyok, Jon Kwang-ik – Pak Song-chol (35. Han Song-hyok), Ri Yong-jik – Jong Il-gwan, O Hyok-chol (80. Choe Won), Sim Hyon-jin – Pak Kwang-ryong (71. So Hyon-uk) Cheftrainer: Jo Tong-sop | Nordkorea | Aufstellung China gegen Nordkorea |
| China                                                                     | 1:0 Sun (1.) 2:0 Sun (42.) | 2:1 Gao (58. Eigentor) | Nordkorea | Aufstellung China gegen Nordkorea |
| China                                                                     | Jiang (17.), Cai (66.) | | Nordkorea | Aufstellung China gegen Nordkorea |
| China                                                                     | Spieler des Spiels: Sun Ke (China) | | Nordkorea | Aufstellung China gegen Nordkorea |
| 3. Spieltag                                                               | | |           |                                   |
| 18. Januar 2015, 20:00 Uhr (10:00 Uhr MEZ) in Canberra (Canberra Stadium) | | |           |                                   |
| Zuschauer: 18.457                                                         | | |           |                                   |
| Schiedsrichter: Abdulrahman Mohammed Abdou ( Katar)                       | | |           |                                   |
| Spielbericht                                                              | | |           |                                   |